# 7月18日 (旧暦)
旧暦7月18日は、旧暦7月の18日目である。六曜は赤口である。

## できごと
- （ユリウス暦745年8月19日） - 唐の楊太真が玄宗皇帝の貴妃（楊貴妃）になる
- 寛元2年（ユリウス暦1244年8月22日） - 越前に道元が大佛寺を建立。後の永平寺
- 天正元年（ユリウス暦1573年8月15日） - 織田信長が、足利義昭が立て籠っていた宇治・槙島城を急襲。義昭は信長に降伏し京を追放される。室町幕府が事実上滅亡
- 明暦3年（グレゴリオ暦1657年8月27日） - 江戸の侠客・幡随院長兵衛が旗本・水野成之に殺害される
- 寛文9年（グレゴリオ暦1669年8月14日） - シャクシャインの戦い。首長シャクシャインの呼びかけに応じて各地のアイヌが一斉に蜂起
- 嘉永6年（グレゴリオ暦1853年8月22日） - ロシア使節・プチャーチン極東艦隊司令官が軍艦4隻を率いて長崎に来航。幕府に拒否されて退去
- 安政5年（グレゴリオ暦1858年8月26日） - 日英修好通商条約調印
- 明治4年（グレゴリオ暦1871年9月2日） - 湯島聖堂内に文部省創設

## 誕生日
- 長元7年（ユリウス暦1034年9月3日） - 後三条天皇[1]、71代天皇（+ 1073年）
- 正保3年（グレゴリオ暦1646年8月28日） - 津軽信政、弘前藩主（+ 1710年）
- 慶応2年（グレゴリオ暦1866年8月27日） - 内藤湖南、東洋史学者（+ 1934年）
- 明治4年（グレゴリオ暦1871年9月2日） - 川上貞奴、女優・川上音二郎の妻（+ 1946年）

## 忌日
- 承保2年（ユリウス暦1075年9月1日） - 源頼義、武将（* 988年）
- 元久元年（ユリウス暦1204年8月14日） - 源頼家、鎌倉幕府2代将軍（* 1182年）
- 正和4年（ユリウス暦1315年8月18日） - 北条煕時、鎌倉幕府12代執権（* 1279年）
- 明暦3年（グレゴリオ暦1657年8月27日） - 幡随院長兵衛、 侠客 （* 1622年）
- 安政5年（グレゴリオ暦1858年8月26日） - 市河米庵、 書家 （* 1779年）